# Bactrocera opiliae
Bactrocera opiliae är en tvåvingeart som först beskrevs av Drew och Hardy 1981.  Bactrocera opiliae ingår i släktet Bactrocera och familjen borrflugor. Inga underarter finns listade.